# Head Off
Head Off är The Hellacopters sjunde och sista studioalbum. Det släpptes den 18 april 2008. Alla låtar på albumet är covers.
Första singeln från albumet heter "In the Sign of the Octopus" som är en cover av bandet The Robots. Den släpptes 20 mars 2008 med den exklusiva B-sidan "Acid Reign", vilken också är en cover.
Låten "I Just Don't Know About Girls" hade radiopremiär på P3 Rock samma dag som singeln släpptes.

## Låtlista
1. "Electrocute" - 2:44
2. "Midnight Angels" - 2:49
3. "(I'm) Watching You" - 2:13
4. "No Salvation" - 3:57
5. "In the Sign of the Octopus" - 3:05
6. "Veronica Lake" - 2:41
7. "Another Turn" - 2:00
8. "I Just Dont Know About Girls" - 3:28
9. "Rescue" - 3:52
10. "Making Up for Lost Time" - 2:34
11. "Throttle Bottom" - 2:39
12. "Darling Darling" - 3:50
13. "Straight Until Morning" (bara på limited edition)